# مروان دويري
مروان دويري  (الناصرة، 18 يناير 1953- ) هو باحث ومحاضر فلسطيني متخصص في مجالات: علم النفس العلاجي والطبي والتربوي والنمو.
يعيش في مدينة الناصرة أب لإبن (نسيم: مهندس معماري) وابنة (منى: مستشارة ومعالجة سلوكية) ومتزوج من الدكتورة كميليا إبراهيم دويري (محاضرة وباحثة في الدراسات الجندرية).

## نشأته ودراسته
تعلم في مدارس الناصرة وتخرج من المدرسة الثانوية البلدية عام 1970. بعدها درس اللقب الأول والثاني في علم النفس العلاجي في جامعة حيفا وتخرجت سنة 1978 ومن ثم سنة 1991 حصل على درجة الدكتوراة في بيولوجيا السلوك من كلية الطب في التخنيون، على بحثه عن «انعكاس الإنكار النفسي في النشاط الكهربائي في الدماغ».

## عمله الحالي
يعمل محاضرا في قسم الدراسات العليا في كلية أورانيم الأكاديمية. عمل محاضرا في عدة جامعات: جامعة حيفا والتخنيون و Graduate program at Nova Southeastern University in Florida. أجرى أبحاثا مقارنة عديدة بين الثقافات في مواضيع الشخصية والوالدية والصحة النفسية في عدة دول عربية وأجنبية. ويدير اليوم عيادة للعلاج النفسي في الناصرة.

## إنجازاته العلمية
حصل على درجة الأستاذية الكاملة Full professor تقديرا لعطائه العلمي والأكاديمي سنة 2012. أسس أول مركز عربي للخدمات النفسية في مدينة الناصرة سنة 1978 وعمل مديرا له ثم مرشدا لعشرات السايكولوجيين العرب الذي قاموا بفتح مراكز نفسية في بقية المدن والقرى العربية. أسس أول نادي للطلاب الموهوبين في الناصرة سنة 1979 وأداره ثم عمل على مدار 20 سنة على تطوير اختبارات سايكومترية للطلاب العرب ليتم استخدامها في اكتشاف الطلاب الموهوبين العرب في أنحاء إسرائيل. أعلن عنه سنة 2008 من بين أول عشر باحثين في العالم في مجال علم النفس العابر للثقافات. يشغل منصب محكم في عشرات المجلات العلمية. نشر عشرات الأبحاث والكتب العلمية كتبَ فيها عن نماذجه النظرية في العلاج النفسي، له 77 مقالة علمية وفصول في كتب أكاديمية ويشارك بشكل دائم في المؤتمرات الدولية في العالم.
في كتابه From psycho-analysis to culture-analysis الذي صدر سنة 2015 عن Palgrave Macmillan, UK يشرح كيفية استخدام المعتقدات الثقافية للمعالَج في عملية العلاج النفسي.
في كتاباته الأكاديمية يحلل وينتقد النظريات الغربية التي نشأت في المجتمع الغربي الفرداني ويطعن في ملاءمتها للمجتمعات الجماعية التي لا يشكل فيها الفرد وحدة مستقلة بل تابعة للعائلة أو القبيلة. كما يقترح نظريات جديدة نشرها سنة 1998 في مقال بعنوان: Foundation od dynamic psychosocial personality theory. ويقترح طرق تدخل وعلاج ملائمة للمجتمعات الجماعية كالمجتمع العربي منها طريقة التحليل الثقافي التي نشرها في كتابه سنة 2015. كما أجرى عشرات الدراسات بالتعاون مع باحثين من من نحو 9 دول عربية وغربية شملت آلاف المستطلعين عن علاقة أنماط الوالدية والصحة النفسية للأبناء والبنات.

## مناصب شغلها ويشغلها
- عضو في هيئات تحرير ومحكّما لنحو 70 مجلة أكاديمية محكّمة
- عضو اللجنة الأخلاقية في كلية أورانيم.
- عضو اللجنة العليا لتعيين الأساتذة في كلية   أورانيم.
- عضو في المجلس الأكاديمي، كلية أورانيم الأكاديمية.
- عضو لجنة البحوث بكلية أورانيم.
- عضو في المجلس الأكاديمي، الكلية الأكاديمية عميك يزرعيل
- عضو في لجنة التدريس، الكلية الأكاديمية عميك يزرعيل.
- رئيس لجنة المكتبات، الكلية الأكاديمية عميك يزرعيل.
- رئيس لجنة التعليم، كلية عميك يزرعيل الأكاديمية،   إسرائيل.
- أشغل منصب رئيس رابطة الأكادميين في مدينة الناصرة بين 1980-1991
- أشغل منصب رئيس إدارة مركز «عدالة» لحقوق المواطنين العرب

## عضوية في لجان مهنية
- رئيس مؤتمر «النفس والجسد والمجتمع» المنعقد كل سنة في بلد آخر
- عضو في لجنة تأسيس الاتحاد العربي للعلوم النفسية.
- عضو المجلس العلمي للشبكة النفسية العربية.
- عضو اللجنة التنفيذية للرابطة الدولية لعلم النفس عبر الثقافات (IACCP)
- عضو في الجمعية الدولية لقبول الأشخاص ورفضهم (ISIPAR)
- الرابطة الدولية لعلم النفس الثقافي
- عضو في هيئة علماء النفس العرب في إسرائيل
- عضو في الجمعية الأمريكية للفيزيولوجيا النفسية والارتجاع البيولوجي
- عضو في الجمعية الإسرائيلية للفيزيولوجيا النفسية والارتجاع البيولوجي
- عضو في قسم علم النفس الطبي في الاتحاد النفسي الإسرائيلي
- عضو في قسم علم النفس التربوي في الاتحاد النفسي الإسرائيلي
- عضو في قسم علم النفس التنموي في الاتحاد النفسي الإسرائيلي
- عضو في الاتحاد النفسي الإسرائيلي

## كتب ألفها
Dwairy, M. (2015). From psycho-analysis to culture-analysis. London, Palgrave Macmillan Press.  
Dwairy, M. (2015). Counseling e psicoterapia con arabi e musulmani. Un approccio culturalmente sensibile [Counseling and Psychotherapy with Arabs and Muslims: A Culturally Sensitive Approach]. Italian translation, Italy, Franco Angeli.
Dwairy, M. (2013). How to deal with our children's problems. (In Arabic) Beirut: Dar Al Nahdha Al Arabia.
Dwairy, M. (2007). Dealing with our children's problems. 4th revised edition. Jerusalem, Israel: Rawan. (In Arabic)           
Dwairy, M. (2007) Developing intelligence and personality and enhancing children’s achievement: A guide for parents and exercises for children. Nazareth, Israel: AAFAQ for developing talents and abilities. (In Arabic)
Dwairy, M. (2006). Counseling and Psychotherapy with Arabs and Muslims: A Culturally Sensitive Approach. New York: Teachers College Press, Columbia University.
Dwairy, M. (1998). More about dealing with our children's problems. (Extended edition) Arrabi, Israel: Arrabi Press. (In Arabic)
Dwairy, E., Dwairy, M., & Tabri, K. (1998). Ya nas [Hello, People]. Nazareth, Israel: Dar Al Elham publications. (In Arabic)
Dwairy, M. (1998). Cross-cultural counseling: The Arab Palestinian case. New York: Haworth Press.
Dwairy, M. (1997). Personality, culture, and Arab society. Jerusalem: Al-Noor Press. (In Arabic)
Dwairy, M. (1991). More about dealing with our children's problems. Arrabi, Israel: Arrabi Press. (In Arabic)
Dwairy, M. (1987). How to deal with our children's problems. Haifa, Israel: El‑Ettihad. Reprinted in 1988 & 1990. (In Arabic)       

## برامج تلفزيونية
قام دويري بتقديم برنامج تلفزيوني بعنوان «خارج المتاهة» من 15 حلقة أسبوعية عبارة عن مقابلات لمدة ساعة حول القضايا النفسية والاجتماعية، في قناة مساواة. من بين حلقات البرنامج: